# برهان حدوث
برهان حدوث یا راه خلقت، یکی از براهین اثبات وجود خداست.

## پیشینه
برهان حدوث در کلام اسلامی از اهمیت بسیاری برخوردار است؛ تا جایی که به عنوان طریق ویژه متکلمان در اثبات خدا نامیده شده‌است.

## مضمون برهان
جهان متغیر و متحول است. (مشاهدات ما از جهان)
آنچه متغیر و متحول است، حادث است. (بدیهی)
نتیجه اول: جهان حادث است.
جهان حادث است. (بر اساس نتیجه اول)
هر چه حادث است به پدید آورنده نیاز دارد. (بدیهی)
نتیجه نهایی: جهان به پدید آورنده نیاز دارد.

## نقد برهان
حدوث به همان عوارض و اوصاف اجرام مادی مربوط است؛ از این رو نیاز به محدث نیز در محور همان اوصاف و عوارض اثبات می‌شود.
حدوث در محدوده تغییر است و اگر تغییر به برخی عوارض جسم محدود باشد، نیاز به محدث نیز در همان محدوده خواهد بود.

## اشکالی بر نقد برهان
وجود و عدم اشیاء یکی از عوارض و اوصاف آن‌ها است و یکی از تغییراتی که در اشیاء ممکن است به وجود بیاید تبدیل شدن آن‌ها از عدم به وجود است؛ پس هر آن‌چه در اطراف ما وجود داشته باشد در آن تغییری رخ داده است پس یک حدث بوده و نیازمند محدث می‌باشد.
اشکال به نقد فوق
وجود، نمی‌تواند از اوصاف برای موجودات باشد. صفات همان ماهیت ها هستند و وجود نمی‌تواند صفت برای چیزی باشد؛ در غیر این‌صورت خود آن چیز چیست که وجود(=بودن) صفت و عرض بر آن است؟! چنین امری ممکن نیست‌. با فرض صفت بودن "وجود"، چیزی می‌تواند وجود نداشته باشد و در عین حال چیزی باشد تا این صفت به آن چیز افزوده شود! چنین تصوری به تناقض می‌انجامد. 
تغییر، نشان از حدوث حالت دارد نه ذات. مثلا تغییر آب و هوا نشان از حدوث حالات آن است و هوا خودش از پیش موجود بوده است‌. می‌توان جهان را مانند اقیانوس ازلی فرض کرد که حالات و صُوَر آن حادث هستند؛  امواج(جهان فعلی ما) حادث اند اما نه توسط امری ماورای طبیعت، بلکه بر اثر جبر و ضرورت حاکم بر خود هستی در جلوه های مختلف تجلی میابد(توسط خود هستی که قدیم است).  
هر تسلسلی ممتنع نیست؛ آن نامتناهی که ممتنع است مراد بی نهایتی است که اجتماع و فعلیت و ترتب بین اجزایش باشد. حال آنکه اجزای زمان و آنچه در زمان ظهور دارد، اجتماع ندارند و صرفاً تعاقب دارند. چنین تسلسل لایقفی ممتنع نیست. پس حدوث جهان از راه عدم تناهی ممکن نیست. لازم به تذکار است که جهان را محدود به جهان بعد از بیگ بنگ ندانید.
همچنین عدم، وجود عینی ندارد و عدم همان نیستی است. عدم فلسفی هرگز تحقق خارجی نداشته است و همیشه چیزی بوده است. خدا نیز نمی‌تواند از عدم چیزی خلق کند زیرا خلق از عدم باطل است و به تناقض می‌انجامد. عدم، شأنیت خلق ندارد تا بتواند چیزی را بسازد یا تبدیل به چیزی شود، عدم، نیستی است‌.
و خدا(طبق فرض) مجرد و بدون اجزا (بسیط) است و چنین خدایی نمی‌تواند از خودش ماده به جهان داده باشد و معلوم نیست ماده از کجا به نزد خدا رفته و جهان را چگونه خلق کرده است؟  اگر خدا هستی را از وجودی خلق کرده باشد، تحصیل حاصل است و محال؛ اگر خلق هستی از عدم باشد، انقلاب ذات است و آن هم محال است. هر دو راه تالی فاسد دارند.